# Stürzenberg
Stürzenberg ist ein Ort in der Gemeinde Engelskirchen im Oberbergischen Kreis in Nordrhein-Westfalen in Deutschland.

## Lage und Beschreibung
Der Ort liegt am nordwestlichen Ortsrand von Engelskirchen im Tal der Agger. Nachbarorte sind Albertsthal, Rommersberg, Steeg und die Wasserburg Haus Alsbach.

## Geschichte
1413 wird im Kämmereiregister für den Fronhof Lindlar der Ort mit der Ortsbezeichnung „Storzelberch“ genannt. In der Karte Topographische Aufnahme der Rheinlande von 1825 wird der Ort mit umgrenztem Hofraum und der Ortsbezeichnung Stürzenberg verzeichnet. Die topografische Karte von 1957 weist aus, dass die Bebauung des Ortes Engelskirchen bis an Stürzenberg herangekommen ist.